# 黒幕
黒幕（くろまく）とは、政治において表の最高権力者を裏で操る人物や、最高権力者を降りた後にも政治的影響力を行使する人物などである。語源は歌舞伎で、舞台裏で黒い幕を操作し進行に関わることから、背後で影響力を行使する強力な人物をこの進行役になぞらえ、こう呼ぶようになった。
欧米諸国では灰色の枢機卿（Éminence grise:直訳すると「灰色の猊下」）という。

## 概要
政官財で大きな影響を与えている人物であり、表向きは有力財界人や元高級官僚、右翼団体の最高幹部として認知されている人物が多いが、一般にはほとんど知られていない人物もいる。裏では様々な利害調整や斡旋、仲介などを働き、そのやり取りを通じて政官財に影響を与えているとされている。
日本では、「影の総理」「闇（影）の権力者」「総理指南役」「ゴッドファーザー（女性の場合はゴッドマザー）」「フィクサー」「キングメーカー」といった名称で呼ばれることもある。

## 第二次世界大戦以前

### 日本
久野収は、戦前の日本（大日本帝国）の支配体系に関して、「天皇は、国民に対する『たてまえ』では、あくまで絶対君主、支配層間の『申しあわせ』としては、立憲君主、すなわち、国政の最高機関であった。小・中学および軍隊では、『たてまえ』としての天皇が、徹底的に教えこまれ、大学および高等文官試験（以下「高文」）にいたって、『申しあわせ』としての天皇がはじめて明らかにされ、『たてまえ』で教育された国民大衆が、『申しあわせ』に熟達した帝国大学卒業生たる官僚に指導されるシステムがあみ出された」として、高文組のエリート官僚が天皇を隠れ蓑にして、権力を把握していたことを指摘している。
戦前の日本の政治では、ヤクザ・右翼団体からなる暗黒街と、政界・財界からなる表（合法）社会とを橋渡しする右翼（通常は極右）の事を指す事もある。宗教団体を利用することもある。有名な人物が頭山満。

### フランス
フランスの場合は灰色の枢機卿（Éminence grise）と言う。ルイ13世の首相をしていたリシュリューの黒幕であったフランソワ・ルクレール・デュ・トランブレーで現れた用語。リシュリュに及ぼした強い影響に際して、フランス史ではじめて日本の黒幕のような原則が現れたのである。デュ・トランブレーは枢機卿であったが、茶色の制服を着ていたので灰色の枢機卿として呼ばれていた。用語は現代フランス政治にも政治家に強い影響を及ぼす人物を示すために使われている。

### ドイツ
第一次世界大戦後、帝政の瓦解により成立したドイツ共和国（ワイマール共和国）では、まだ堅牢な民主主義体制が確立されていなかったため、旧帝政時代の有力軍人などが政界で暗躍している。ヒンデンブルク大統領の信任が厚かったクルト・フォン・シュライヒャー将軍は黒幕的人物だった。

### アメリカ合衆国
アメリカ合衆国は大統領制を敷く国であるが、大統領に強い影響を及ぼす長官やスタッフを「アメリカ合衆国の首相」と呼ぶことがある。

## 第二次世界大戦以後

### 第二次世界大戦以後の日本
第二次世界大戦以後の日本の政治における黒幕は、主に「総理大臣を裏で操る人物」のことを指す。特に、かつてA級戦犯容疑者であった児玉誉士夫や笹川良一が、豊富な資金力と人脈で暗躍したことから、「黒幕」として恐れられていた。A級戦犯容疑者のうち、岸信介は総理大臣になったが、退任後もキングメーカーとして、日本の政治に影響力を持っていた。ほか、三浦義一はGHQと三井グループを初めとする財界と自民党官僚派の橋渡しをやり、戦後の黒幕としての影響力は児玉と並ぶものであった。三浦と児玉の時代の後には西山広喜が大きな力を持った。
戦前の日本で強大な権力を握っていた官僚は、GHQの占領政策によって、官僚機構の中枢だった内務省が解体・廃止されたが、大蔵省などは、ほぼ戦前と同じ形で生き残り、行政指導を武器に強い影響力を行使した。

### 第二次世界大戦以後のラテンアメリカ
ラテンアメリカでは、CIAの意向を受けた政治家や軍人が、大統領として表の最高権力者になったり、政治を裏で動かす人物になっていた。彼らもまた、大統領を退陣した後も軍部などで「キングメーカー」として君臨した。
CIAが黒幕として操り、大統領として表の最高権力者になった人物としては、チリのアウグスト・ピノチェトが代表例である。一方で、CIAが黒幕として操り、更に自身が大統領にならずに政治を裏で操った人物としては、ボリビアのクラウス・バルビーが代表例である。

## 日本で「黒幕」・「フィクサー」と称される代表的人物
- 信西 - 貴族・学者・僧。後白河天皇・藤原忠通・平清盛を陰で操った。
- 天海 - 天台宗の僧。徳川家康、秀忠、家光の三代に渡ってブレーン的役割を果たした。
- 頭山満 - 玄洋社の総帥。国家社会主義、アジア主義者の巨頭。
- 杉山茂丸 - 大日本帝国の総理大臣のブレーンとして活躍した。
- 辻嘉六 - 立憲政友会の黒幕と呼ばれた。隠退蔵物資事件に関与。
- 久原房之助 - 久原財閥（後の日産コンツェルン）の総帥。政界に転して黒幕と呼ばれた。
- 正力松太郎 - 元内務官僚で、内閣情報局参与や読売新聞社社主などを歴任。CIAの協力者。
- 賀屋興宣 - 元大蔵官僚で衆議院議員、日本遺族会初代会長。アメリカ共和党や中央情報局（CIA）、蔣介石政権との人脈を持ち、国際反共勢力、自民党といった国内外における右派人脈を築いた。
- 甘粕正彦・石原莞爾・土肥原賢二・辻政信- 満洲事変、満洲国創建にて暗躍した軍人ら（甘粕は元憲兵大尉。満洲映画協会理事）。
- 安岡正篤 - 陽明学研究者。東洋思想をもって戦中・戦後の政財界に強い影響力を与えた。
- 三浦義一 - 昭和電工事件で日本の軍国主義解体を推進する連合国軍最高司令官総司令部（GHQ）民政局（GS）のチャールズ・ケーディスをスキャンダルで追い落とすのに貢献する。
- 笹川良一 - A級戦犯容疑者。国粋大衆党総裁といった日本におけるファシズム運動家の第一人者。
- 大橋薫 (経済評論家)  - 大蔵省や都市銀行の頭取クラスに対して絶大な影響を持ち、アジア開発銀行やがん保険の認可に関わり、金融界のフィクサーと呼ばれた。
- 村井順 - 元内務・警察官僚で、実業家。初代内閣総理大臣官房調査室長、綜合警備保障の創業者で、社長・会長。内務省・警察庁OBとして強い影響力を持っていた。
- 児玉誉士夫 - 暴力団錦政会顧問。右翼団体やCIA、韓国と多く接触し、ロッキード事件にも深く関与した。
- 田岡一雄 - 三代目山口組組長。山口組を日本最大の暴力団にのし上げた。実業家としても様々な顔を持つ。海外マフィアからも『ジャパニーズマフィアのボス』として一目を置かれる。
- 田中清玄 - 実業家。戦時期の日本共産党中央委員長。田岡一雄のブレーン。終戦工作や全学連への資金提供、中東の石油取引などで暗躍。
- 岸信介 - 元商工官僚、内閣総理大臣（第56・57代）。戦前は「革新官僚」の筆頭格であり、満洲国で国務院高官として植民地運営に辣腕を振るう。東條内閣では商工大臣として入閣し、戦事統制経済に深く関与する。戦後、太平洋戦争開戦時の重要閣僚であったことから、A級戦犯として3年半拘留されたが、不起訴となったのち米国CIA（中央情報局）のエージェントとして活動し、戦後にも権力を得た。公職追放が解除されると、政界に復帰。首相在任中は、日米安保条約の改定や最低賃金制度創設、国民皆保険・皆年金制度など現在も続く基本政策を成立させた。政界引退後も自主憲法やスパイ防止法の成立を目指し、自民党右派の象徴的存在として影響力を行使し続けた。戦前・戦中・戦後を通して日本の国家体制そのものを左右したため、「昭和の妖怪」との異名で呼ばれた。また、文鮮明（世界基督教統一神霊協会教祖）や蒋介石とも関係が深かったとされる。第61・62・63代内閣総理大臣佐藤栄作は実弟。また長女の洋子は安倍晋太郎に嫁いだ。第90・96・97・98代内閣総理大臣安倍晋三は孫。
- 田中角栄 - 内閣総理大臣（第64・65代）、自由民主党政務調査会長、自由民主党幹事長、自由民主党総裁（第6代）などを歴任。 キングメーカーで「闇将軍」と呼ばれた。
- 中曽根康弘 - 元内務官僚で、内閣総理大臣（第71・72・73代）、自由民主党総務会長、自由民主党幹事長、自由民主党総裁（第11代）などを歴任。
- 後藤田正晴 - 元内務・防衛・警察官僚で、衆議院議員。田中角栄の腹心で、中曽根内閣の事実上の副総理格。中国と太いパイプを持ち、警察庁人脈のドンとして警察機構内部に独裁的な権力を構築し、選挙情報や政治家の個人情報などの「警察情報」を全て独占していたことから、政官財から恐れられた。
- 渡邉恒雄 - 読売新聞グループ本社代表取締役会長、読売新聞主筆。大手新聞社の重鎮として各界に影響力を誇示。児玉誉士夫や中曽根康弘と交友関係にある。
- 四元義隆 - 実業家。元血盟団団員。中曽根康弘や細川護熙など歴代総理大臣の指南役。
- 瀬島龍三 - 元大本営作戦参謀。伊藤忠商事会長。中曽根内閣のブレーン。山崎豊子の小説「不毛地帯」の主人公・壹岐正のモデルともいわれる。
- 福本邦雄 - 実業家。「政界最後のフィクサー」と呼ばれた。
- 矢板玄 - 実業家。亜細亜産業社長
- 山段芳春 - 元京都自治経済協議会理事長。京都の政財界に絶大な影響力を持ち、「京都のフィクサー」と呼ばれた。
- 森喜朗 - 内閣総理大臣（第85・86代）、自由民主党政務調査会長、自由民主党幹事長、自由民主党総務会長、自由民主党総裁（第19代）などを歴任。清和政策研究会の会長として、小泉・安倍・福田・麻生の各総理大臣の政権運営に影響を与えた。
- 浅田満 - 実業家。食肉卸売業のハンナンの元会長。部落解放同盟の元地方役員。食肉業界のドンとよばれた。
- 小沢一郎 - 衆議院議員。田中派、竹下派の実力者として政治手腕を発揮。自らは総理大臣になることなく、幹事長や代表として裏から日本政治を動かしてきた。政党をいくつも潰してきたことから、「壊し屋」の異名を持つ。
- 安倍晋三 - 衆議院議員。内閣総理大臣（第90・96・97・98代）、内閣官房長官（第72代）、自由民主党幹事長、自由民主党総裁（第21・25代）などを歴任。憲政史上最長の総理大臣在任期間中に「安倍一強」と呼ばれる政治体制を築き[1]、党内最大派閥である清和政策研究会の会長として、菅・岸田の各総理大臣の政権運営に影響力を行使してきたことから、「令和のキングメーカー」[2]「新・闇将軍」と呼ばれた[3]。
- 菅義偉 - 衆議院議員。内閣総理大臣（第99代）、内閣官房長官（第81・82・83代）、総務大臣（第7代）、自由民主党総裁（第26代）、横浜市会議員などを歴任。憲政史上最長の官房長官在任期間中に、「影の総理」[4]「史上最強の官房長官」[5]「人事の菅」[6]「軍師」[7]と呼ばれるほどの政治的手腕を発揮し、安倍の政権運営に影響力を行使してきた。また、横浜市会議員時代の菅は当選回数わずか2回にもかかわらず、小此木八郎秘書時代に培った政財官の人脈を活かして辣腕を振るい、高秀秀信市長から人事案などの相談を頻繁に受けるなど、「影の横浜市長」と呼ばれた[8]。
- 杉田和博 - 元警察官僚で、内閣官房副長官。安倍晋三・菅義偉の側近で、内閣人事局長として霞が関の全省庁に情報網を張り巡らせ、人事権を一手に掌握し、諜報・インテリジェンスのプロとして、初代内閣情報官や内閣危機管理監も務めてきた経歴から選挙情報や政治家の個人情報などの「警察情報」を通じて安倍・菅の政策決定に深く関与し、「官邸の守護神」「影の総理」などと呼ばれ、政官界から恐れられた[9]。
- 北村滋 - 元警察官僚で、内閣情報官。安倍晋三・菅義偉の側近で[10]、中央情報局 (CIA) と太いパイプを持ち[11]、選挙情報や政治家の個人情報などの「警察情報」を通じて安倍・菅の政策決定に深く関与してきたことから、「官邸のアイヒマン」「公安の妖怪」と呼ばれ、政官界から恐れられた[12]。
- 二階俊博 - 衆議院議員。自由民主党幹事長・自由民主党総務会長・自由民主党国会対策委員長などを歴任。自民党内ではいわゆる「出戻り組」であるにも拘らず、経済産業大臣、党総務会長などの要職に就き、党内有力派閥の一つである志帥会を率いた。安倍・菅内閣で自民党幹事長に就任した後は、与野党に広がる人脈と抜群の調整能力で自民党総裁選や政権運営の趨勢を大きく左右し、歴代最長の1885日間在任した。在任期間中は、荒事に対する勝負強さ、手段を選ばぬ老獪さ、いち早く勝ち馬を見極め局面を意のままに操る手腕などから「自民党のラスボス」「永田町の妖怪」「政界のドン」「寝業師」「最強の幹事長」「自民党の裏番」「キングメーカー」など数多くの異名を取った。また、親中派の首魁であり、アジア・中東・アフリカ諸国にも独自のパイプを持っていたため、外交にも少なからぬ影響力があった。
- 岸田文雄 - 衆議院議員。内閣総理大臣（第100・101代)、外務大臣、防衛大臣、自由民主党政務調査会長を歴任、自らが総理退任後、決選投票で石破茂を擁立し石破総裁誕生に大きな影響を与え、さらに首班指名により組閣された石破内閣では第一回投票で岸田が擁立した林芳正を引き続き官房長官に指名し、さらに岸田内閣時代の政策をほとんど受け継いだので組閣当初は「岸田院政」、「岸破内閣」などと揶揄されていた。
- 森山裕 - 衆議院議員。自由民主党幹事長・自由民主党総務会長・自由民主党選挙対策委員長などを歴任。石破総裁時代に幹事長に指名され、石破総理大臣の衆議院解散の決断に大きな影響を及ぼし、さらに石破総理が対応できない全体の党務や国会対策、野党との法案議論の責任者を務め、「影の首相」とも呼ばれた。

## フィクションにおける黒幕
- 鎌倉の老人 （都市伝説）- 「鎌倉の男」とも。鎌倉市鎌倉在住のある男が日本の政治や経済を陰で操っているというもの。昭和後期の日本の小説や漫画の定番キャラでもあり作中での役割は単なる悪役から物語を展開させるトリックスター、主人公に助言を与える賢人までと様々である。以下の人物がキャラクター例。
  - 亜東才蔵 （『東のエデン』）- 劇中に登場する大手総合商社「ATO商会」の会長兼相談役。戦後の復興期に運輸業からスタートしATO商会などを傘下に収める巨大企業連合「ATOグループ」と巨万の富を築いた大政商で、「昭和の亡霊」の異名を持つ「日本のフィクサー」、「鎌倉の老人」の一人。Mr.OUTSIDE（ミスター・アウトサイド）として、12人の日本代表を選抜してセレソンと名付け、彼らにノブレス携帯を与えた。セレソンゲームの主催者。世間から巧妙に姿を隠しており、生きていれば100歳になる。実は「亜東タクシー」という個人タクシーのドライバーをしており、主に乗客の中からセレソンを選抜していた。今の日本の礎を築いてきたという自負がある人間だが、やがて日本はこれでよかったのか、自分のやってきたことは正しかったのかと考えるようになり、日本の行き詰まった現状に危機感を抱いている。その打開策として、自分の眼鏡に適った人間に強制的に力を与えることによって、今一度日本が劇的に変化する瞬間を自分で演出しようとしている。
  - 船津忠厳 （『創竜伝』）- 表向きの肩書は教育家・哲学家。戦時中に麻薬の密売で巨万の富と広大な人脈を築き、戦犯としての追及を巧妙に逃れて今に至る。「鎌倉の御前」と呼ばれ、政官財と日本の裏社会を支配し多くの大物をアゴで操る黒幕。徹底した軍国主義者。
  - 渡老人（『日本沈没』）- 政官財で暗躍する黒幕。100歳という高齢にもかかわらず、一種の激しい精神力と、短くするどい質問を浴びせてくる、頭脳の鋭さを持っている。戦前は満州事変で活躍し、直接ではないにしろ大勢の人間を死なせているという。戦時中は完全な隠遁生活を送って、戦犯にならずにやり過ごし、戦後は最初の15年ほどは猛烈に活動したが、80歳を過ぎてからは自分からは動かず、政財界の大物からアドバイスや斡旋、調停の口利きを依頼されていた。現在の総理大臣は、ほんの陣笠議員のころから渡老人から面倒を見てもらっており、造船疑獄事件の際に助けてもらっている。そのため、誰も渡老人には頭が上がらず、総理を茅ヶ崎の自邸に呼びつけて、ほんの二言三言で「D計画」の実行を決意させた。
  - 「鎌倉のあの男」（『華麗なる一族』）- いまだかつて、名前も顔も、国民の前には一度たりとも現したことがない、日本の政治・経済・言論を陰で操る黒い人物。第三銀行の不正融資にも関与している。
- 「先生」（『羊をめぐる冒険』）- 右翼の大物。「右翼と言ってもいわゆる右翼ではなく、そもそも右翼ですらない」という。名前も顔もほとんど表に出していないため、一般にはあまり知られていない。インタビューも写真撮影も一切許可されておらず、生きているか死んでいるかさえ、普通の人間には知りえない。「先生」はタイミングを捉えることが巧妙で、攻めどきと引きどきを心得ており、目の付け所もいい。1913年に北海道で生まれ、小学校卒業後に東京に上京して右翼となり、一度だけ刑務所に収監されている。出所後は満州に渡り、関東軍の参謀クラスと懇意となり、謀略関係の組織を設立して、主に麻薬を扱っていたという。この時期から急激に謎の人物となり、中国大陸を荒らし回った後に、ソビエト連邦が満州に侵攻する二週間前という絶妙なタイミングで、抱えきれないほどの貴金属と一緒に、満州から本土に駆逐艦で引き上げている。戦後は占領軍に逮捕されたが、調査は途中で打ち切られて不起訴となっている。病気を理由にしているが、実際は中国大陸を狙っていたマッカーサーとの間で取り引きがあったという。巣鴨から出所した後には、どこかに隠しておいた財産を二等分にして、保守党の派閥と、まだ広告がちらし程度にしか考えられていなかった時代に広告業界を買い取っている。「先生」が表面に出ないのは、広告業界と政権政党の中枢を握っているため、できないことがないからであり、そもそも表面に出る必要がないからである。